# Sashatherina giganteus
Sashatherina giganteus ist ein Süßwasserfisch aus der Familie der Altweltlichen Ährenfische (Atherinidae) der in der indonesischen Provinz Papua auf Neuguinea im See Lakamora endemisch vorkommt.

## Merkmale und Vorkommen
Sashatherina giganteus ist sehr schlank und übertrifft andere Altweltliche Ährenfische mit mindestens 18 cm Körperlänge deutlich. Die Art ist mit sehr vielen kleinen Schuppen bedeckt. Dabei werden 60 Schuppen in der mittleren Längsseite gezählt und bis zu 17 horizontale Schuppenreihen. Ebenfalls ungewöhnlich ist, dass alle Schuppen unregelmäßig gezackte Schuppenränder aufweisen. Der Unterkiefer ist sehr ausgeprägt und reicht über den vorderen Rand des Zwischenkieferknochens (Prämaxillare) hinaus. Im Vergleich zu anderen Arten ist der Schultergürtel anders geformt. Die Augen sind vergleichsweise klein.
Dieses große Hartköpfchen kommt nur im wenige Quadratkilometer großen See Lakamora  fünfzig Kilometer östlich der Hafenstadt Kaimana in der Nähe der Tritonbucht im südlichen West-Papua vor.

## Systematik
Sashatherina giganteus ist der einzige Vertreter der Gattung Sashatherina. Auf Basis osteologischer Merkmale ist er nah verwandt mit den Hartköpfchen der Gattung Craterocephalus, die in Australien, Neuguinea und Osttimor in Süß-, Brack- oder Salzwasser vorkommen.